# Нові Козарці
Нові Козарці (серб. Нови Козарци) — село в Сербії, належить до общини Кікинда Північно-Банатського округу в багатоетнічному, автономному краю Воєводина. Розташоване в історико-географічній області Банат.

## Населення

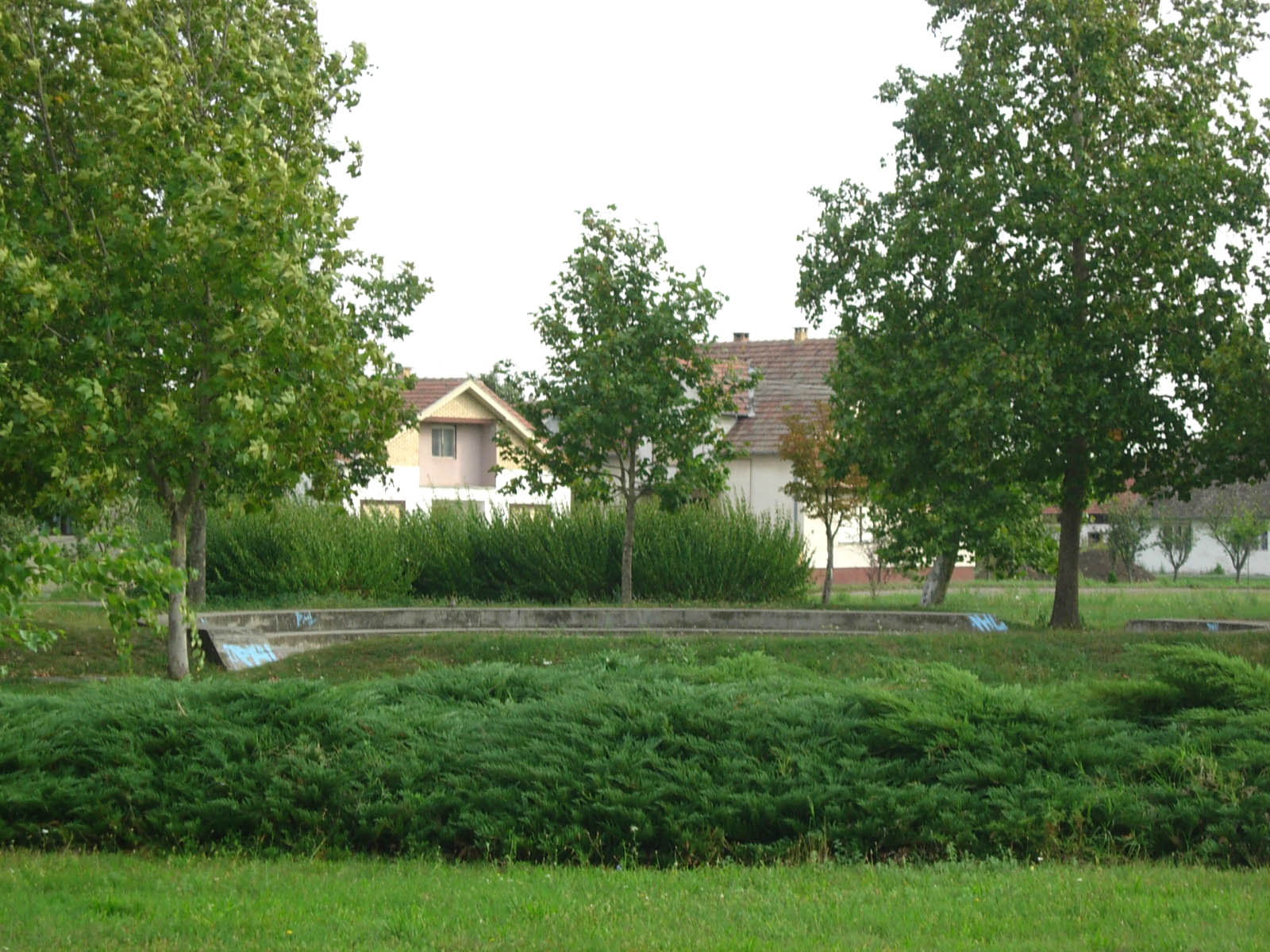
Парк у центрі села

Населення села становить 2344 особи (2002, перепис), з них:
- серби — 2122 — 93,19 %;
- роми — 61 — 2,67 %;
- югослави — 28 — 1,22 %;

Решту жителів  — з десяток різних етносів, зокрема: хорвати, мадяри, македонці і кілька русинів-українців.